# Lou de Laâge
Lou de Laâge (Bordéus, 27 de abril de 1990) é uma modelo e atriz francesa. Ela ganhou um Prêmio Emmy Internacional por seu papel em O Baile das Loucas, além de ter sido indicada a dois Prêmios César por suas atuações nos filmes Jappeloup (2013) e Respire (2014).

## Biografia
Lou de Laâge nasceu em Bordéus. Depois mudou-se para Paris e estudou na "Ecole Claude Mathieu" por três anos. Começou sua carreira como modelo. Apareceu em uma campanha comercial para a marca de cosméticos Bourjois em 2009. Logo depois, ela começou a atuar em produções televisivas, seguidas de filmes e peças de teatro. Em 2016, foi premiada com o Prêmio Romy Schneider.
Em 2022, ganhou um Emmy Internacional de melhor atriz por seu desempenho no filme Le bal des folles de Mélanie Laurent. Ela se tornou a segunda francesa, depois de Muriel Robin, a vencer nessa categoria.
Lou de Laâge também participou das filmagens do último filme de Woody Allen, chamado de “Wasp 22” (título provisório).

## Filmografia
| Ano  | Título                                           | Papel                 | Nota(s)                                                                                    |
| ---- | ------------------------------------------------ | --------------------- | ------------------------------------------------------------------------------------------ |
| 2010 | Les Petits Meurtres d'Agatha Christie            | Clémence Mouson       |                                                                                            |
| 2010 | 1788... et demi                                  | Pauline de Saint-Azur |                                                                                            |
| 2011 | Nino (une adolescence imaginaire de Nino Ferrer) | Natacha               |                                                                                            |
| 2011 | 18 Years Old and Rising                          | Gabrielle             |                                                                                            |
| 2011 | La Nouvelle Blanche-Neige                        | Blanche               | Telefilme                                                                                  |
| 2013 | It Happened in Saint-Tropez                      | Noga Melkowich        |                                                                                            |
| 2013 | Jappeloup                                        | Raphaëlle Dalio       | Indicada—César de melhor atriz revelação                                                   |
| 2013 | Alias Caracalla, au cœur de la Résistance        | Suzette               |                                                                                            |
| 2013 | Anna Karénina                                    | Kitty Scerbatskaya    |                                                                                            |
| 2014 | Le Ballon de rouge                               | Elle                  | Curta-metragem                                                                             |
| 2014 | Respire                                          | Sarah                 | Indicada—César de melhor atriz revelação Indicada—Prêmio Lumière de melhor atriz revelação |
| 2014 | Notre Faust                                      | Marina                | Curta-metragem                                                                             |
| 2015 | The Tournament                                   | Lou                   |                                                                                            |
| 2015 | L'attesa                                         | Jeanne                |                                                                                            |
| 2016 | Les Innocentes                                   | Mathilde Beaulieu     |                                                                                            |
| 2018 | O Caderno Negro                                  | Laura / Lelia         |                                                                                            |
| 2019 | Pure as Snow                                     | Claire                |                                                                                            |
| 2021 | Black Box                                        | Noémie Vasseur        |                                                                                            |
| 2021 | Le bal des folles                                | Eugéne Cléry          | Venceu—Emmy Internacional de melhor atriz                                                  |
| 2022 | Julia                                            | Julia                 | Em produção                                                                                |
| 2022 | Tu choisiras la vie                              | Esther Zelnik         |                                                                                            |
| 2023 | Coup de chance                                   | Fanny Fournier        |                                                                                            |